# Agave parviflora
Agave parviflora is een plant die in het APG III-systeem tot de aspergefamilie (Asparagaceae) wordt gerekend. Twee  ondersoorten worden onderscheiden: Agave parviflora subsp. parviflora en Agave parviflora subsp. flexiflora.
De plant bestaat uit een 10-25 × 15-20 cm grote rozet en is in staat om uitlopers te vormen. De bladeren zijn 6-20 × 0,8-2 cm groot. Ze zijn donkergroen en met een wasachtige laag bedekt. Aan beide zijden van het blad en bij de badranden bevinden zich witte vlekken. Deze vlekken zijn het resultaat van de druk van zich ontwikkelende bladknoppen op het midden van de rozet. Aan de randen van de bladeren schilferen witte vezels af.
De plant komt na tien tot vijfentwintig jaar in bloei. De bloeiwijze is 1-2,5 m lang en bestaat uit clusters van een tot vier bloemen op korte steeltjes. Uit de bloemen steken de meeldraden die bestaan uit rode helmdraden en gele helmhokjes. In het wild zorgen hommels (Bombus) en houtbijen (Xylocopa) voor de bestuiving. Na de bestuiving ontwikkelen zich de 0,6-2 cm lange, ovale doosvruchtjes. De zaden zijn tot 3 mm lang.
Agave parviflora komt van nature voor van zuidelijk Arizona (Verenigde Staten) tot in Sonora (Mexico). Het is de kleinste agave die van nature voorkomt in Arizona. De plant komt voor op rotsige hellingen in woestijnachtige graslanden en eikenbossen op hoogten tussen de 1100 en 2400 m. Agave parviflora subsp. flexiflora is endemisch in Mexico.
Agave parviflora staat in bijlage I van CITES. De plant maakt in de Verenigde Staten deel uit van de National Collection of Endangered Plants. De Desert Botanical Garden houdt zich namens het Center for Plant Conservation bezig met de bescherming van de plant. De plant wordt in het wild bedreigd door verlies van habitat door de wegenbouw en mijnbouw, grazend vee en verzamelaars die de plant wegnemen uit de natuur.

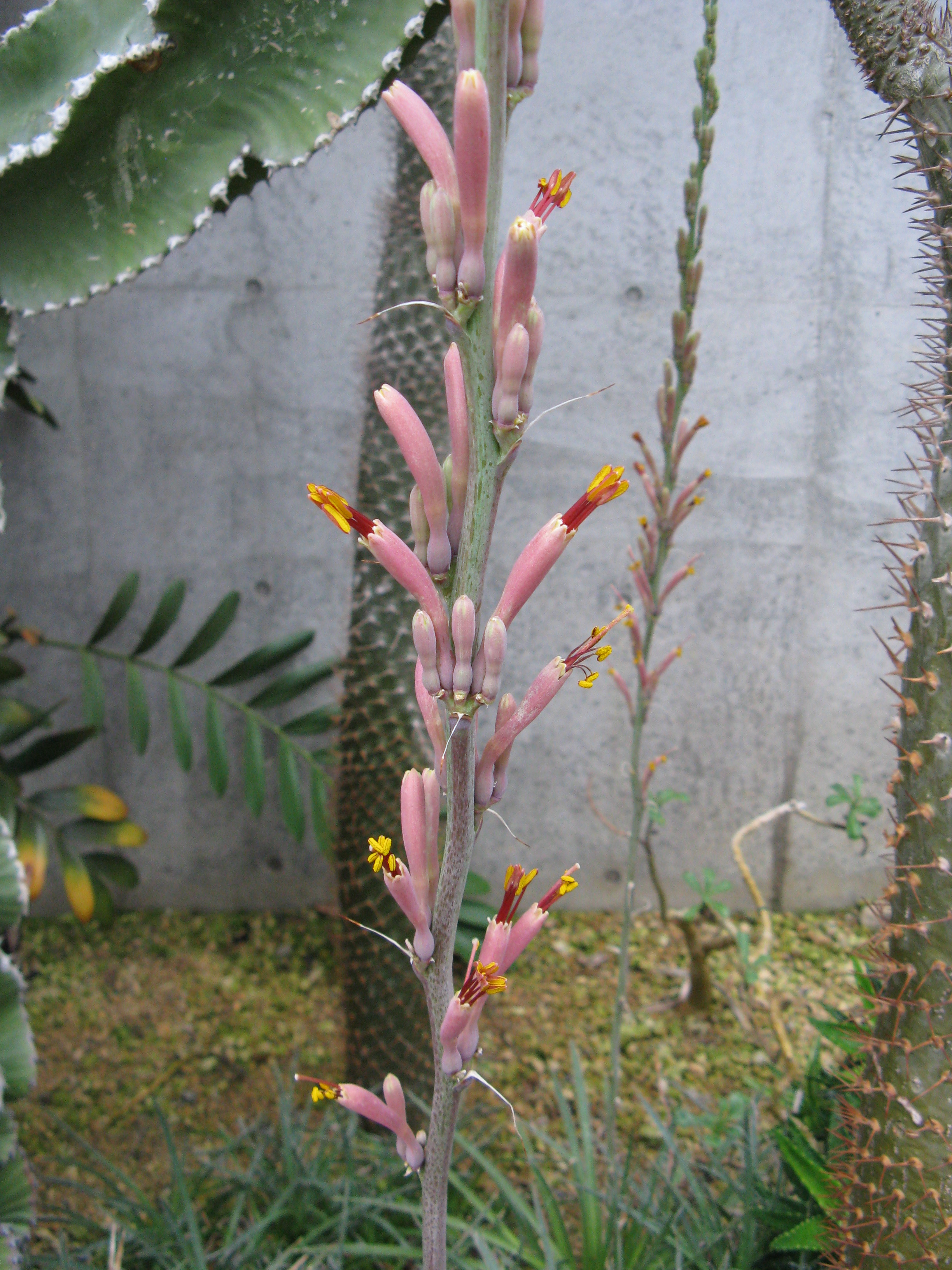
bloeiwijze